# Constituição Europeia

Bandeira da União Europeia.

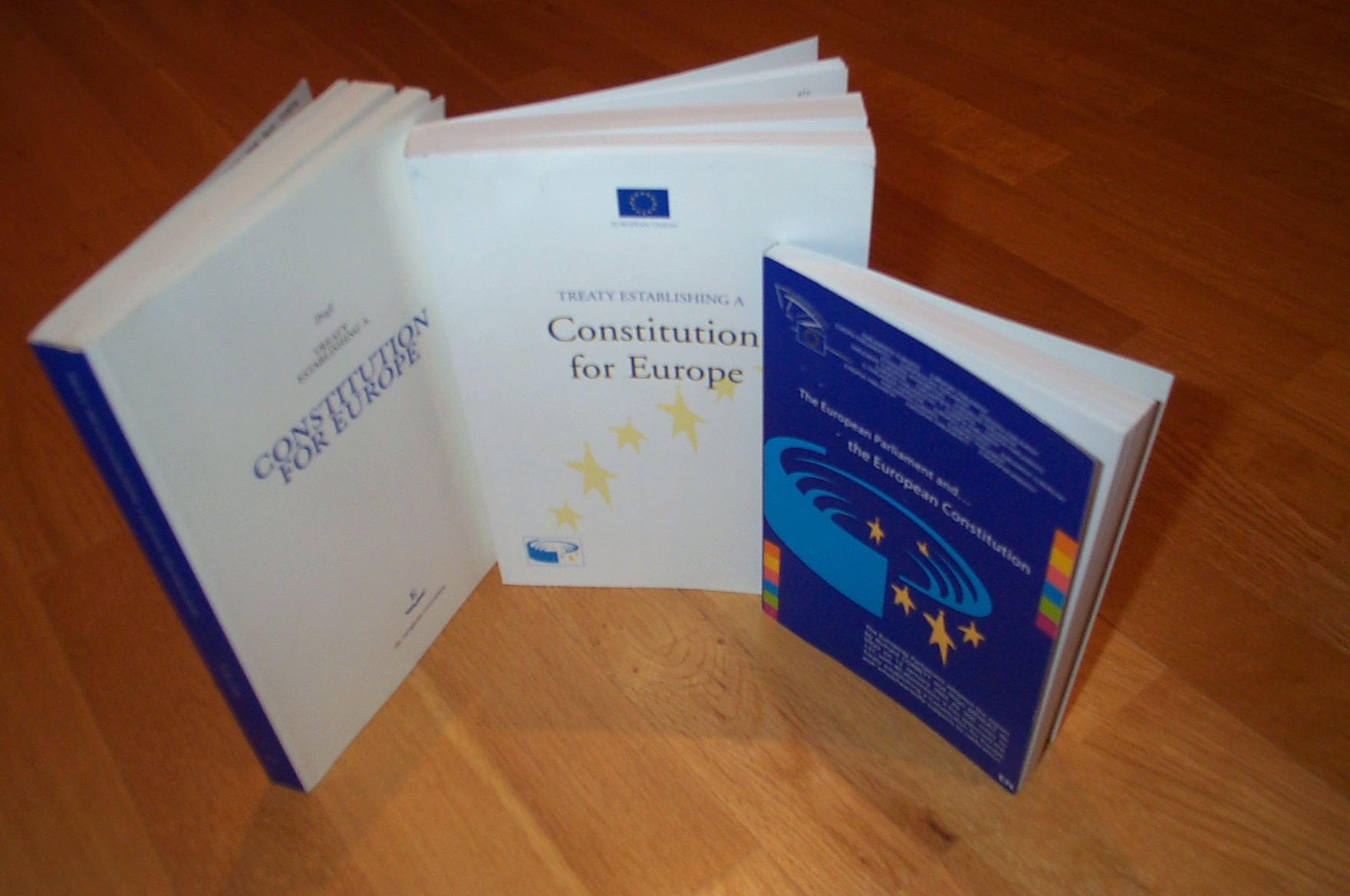
Livros em diferentes línguas com o texto da Constituição Europeia.

A proposta final do tratado constitucional para a União Europeia, a Constituição Europeia (oficialmente, Tratado que Estabelece uma Constituição para a Europa) foi publicada pelo Praesidium, da Convenção para o Futuro da Europa, em 18 de Julho de 2003. Após longas negociações, foi acordado — com algumas alterações — pelo Conselho Europeu em 18 de Junho de 2004 em Bruxelas. Foi assinado a 29 de Outubro de 2004, em Roma.
Os objetivos do projeto de Constituição são, sobretudo, simplificar as séries de sobreposições de Tratados e protocolos que providenciam atualmente a constituição legal da Europa, e melhorar o funcionamento da União após a entrada de 10 novos países da Europa de Leste, que se juntaram aos 15 estados-membros da União antes de 1 de maio de 2004.
Comparada com outras constituições existentes (por exemplo, a Constituição Americana tem 4 600 palavras), a Constituição Europeia é muito longa, com 265 páginas e mais de 60 000 palavras. Será no entanto consideravelmente mais curta do que os tratados hoje existentes, que a Constituição Europeia irá consolidar. 

## Disposições que constam da proposta

### Novidades possivelmente contenciosas
- Um presidente do Conselho Europeu eleito pelos governos signatários e membros do Parlamento Europeu, em vez de ser escolhido por rotação como presentemente (em 2004).

- Convergência na política externa (pág. 16/Artigo 15, página 159/Capítulo II), sujeita a certas condições, e eleição de um Ministro para os Negócios Estrangeiros da União Europeia (pág. 26, Artigo 27).

- Atribuição clara da responsabilidade (pág. 181/Título VI e por todo o documento, e.g. pg139/III-169) às instituições da UE. Em particular o princípio da subsidiariedade (pág. 18, Artigo 19 e "Protocolo sobre..." página 232) irão ser "trancados".

### Novidades provavelmente não contenciosas
- Um papel maior dos parlamentos nacionais e do Parlamento Europeu (e não apenas do Conselho Europeu) no escrutínio de propostas de legislação europeia.

- Um processo de decisão mais democrático e simplificado (pág. 156/Artigo III-191, pág. 158/Artigo III-194, pág.181/Título VI) no Conselho de Ministros (pág. 185/subsecção 3) (em comparação com a corrente situação - Junho de 2004)
- Ajustamentos a alguma terminologia de forma a torna-la mais facilmente compreensível (ex. 'Regulação Europeia' torna-se 'Lei Europeia', 'Diretiva Europeia' torna-se 'Lei de enquadramento Europeia'.

### Reafirmações
- A Carta Europeia dos Direitos Humanos como parte II do projeto da Constituição.

### Possíveis asserções
Estas são muito inclaras no texto e requerem alguma contradição.
- Introdução da votação por maioria qualificada em muitos campos de política. Isto é pretendido para facilitar a tomada de decisão. Também irá reduzir os direitos de veto de países individuais para tentar limitar a negociação entre países, algo que caracteriza actualmente a política Europeia.

- Um trecho do texto oficial incompleto quanto à forma de entrada da URSS.

## Processo de ratificação

### Necessidade de ratificação pelos países membros
Para a que a Constituição proposta tivesse efeito, cada estado membro teria de ratificá-la, processo que tomaria diferentes formas dependendo das constituições e processos políticos dos estados membros. A Constituição Irlandesa, por exemplo, insiste em que se faça referendo para decidir sobre todos os tratados internacionais, enquanto que a Constituição Alemã proíbe qualquer referendo. 
Atualmente, calcula-se que muitos outros países verão a Constituição Europeia como uma mudança significativa e irão organizar um referendo sobre o assunto para poder legitimar a nova Europa junto das populações, como no caso de Portugal, onde o referendo tem vindo a ser adiado, devido a atrasos no desenho final do tratado. Tradicionalmente e segundo estatísticas, os países latinos da união são os mais abertos a uma maior integração.
A 20 de Abril de 2004, o primeiro-ministro britânico Tony Blair anunciou, surpreendentemente, que o tratado seria sujeito a um referendo no Reino Unido.

### Dificuldades no processo de ratificação
Após ratificação da Constituição Europeia pelo parlamento da Eslovénia e da Grécia e da aprovação da Constituição através do referendo na Espanha, no dia 29 de maio de 2005 os eleitores do referendo na França apoiaram a não ratificação do texto da Constituição Europeia. Logo após, no dia 1 de Junho de 2005 os Países Baixos também optaram por não ratificar a Constituição Europeia, provocando uma crise e uma reavaliação do processo de ratificação de tratados através de referendos que iria culminar com a adoção do Tratado de Lisboa (2007), que substituiu a falhada Constituição.
| Assinado Em vigor Tratado          | 1948 Tratado de Bruxelas                                        | 1951 1952 Tratado de Paris      | 1954 1955 Modificações no Tratado de Bruxelas | 1957 1958 Tratado de Roma                     | 1965 1967 Tratado de Fusão                    | 1975 N/A Conclusão do Conselho Europeu        | 1985 Tratado de Schengen                     | 1986 1987 Ato Único Europeu                  | 1992 1993 Tratado de Maastricht              | 1992 1993 Tratado de Maastricht | 1997 1999 Tratado de Amesterdão | 2001 2003 Tratado de Nice | 2007 2009 Tratado de Lisboa | 2007 2009 Tratado de Lisboa |  |
|                                    |                                                                 |                                 |                                               |                                               |                                               |                                               |                                              |                                              |                                              |                                 |                                 |                           |                             |                             |  |
| Os Três Pilares da União Europeia: |                                                                 |                                 |                                               |                                               |                                               |                                               |                                              |                                              |                                              |                                 |                                 |                           |                             |                             |  |
| Comunidades Europeias              |                                                                 |                                 |                                               |                                               |                                               |                                               |                                              |                                              |                                              |                                 |                                 |                           |                             |                             |  |
|                                    | Comunidade Europeia da Energia Atómica (EURATOM)                |                                 |                                               |                                               |                                               |                                               |                                              |                                              |                                              |                                 |                                 |                           |                             |                             |  |
|                                    |                                                                 |                                 | Comunidade Europeia do Carvão e do Aço (CECA) | Comunidade Europeia do Carvão e do Aço (CECA) | Comunidade Europeia do Carvão e do Aço (CECA) | Comunidade Europeia do Carvão e do Aço (CECA) | Tratado expirou em 2002                      | Tratado expirou em 2002                      | Tratado expirou em 2002                      |                                 | União Europeia (UE)             | União Europeia (UE)       |                             |                             |  |
|                                    |                                                                 |                                 | Comunidade Económica Europeia (CEE)           |                                               |                                               |                                               |                                              |                                              |                                              |                                 | União Europeia (UE)             | União Europeia (UE)       |                             |                             |  |
|                                    |                                                                 |                                 |                                               | Acordo de Schengen                            |                                               |                                               | Comunidade Europeia (CE)                     | Comunidade Europeia (CE)                     |                                              |                                 | União Europeia (UE)             | União Europeia (UE)       |                             |                             |  |
|                                    |                                                                 | TREVI                           | TREVI                                         | TREVI                                         | Justiça e Assuntos Internos (JHA)             |                                               | Comunidade Europeia (CE)                     | Comunidade Europeia (CE)                     |                                              |                                 | União Europeia (UE)             | União Europeia (UE)       |                             |                             |  |
|                                    | Cooperação entre Polícia e Justiça em Matérias Criminais (PJCC) | TREVI                           | TREVI                                         | TREVI                                         | Justiça e Assuntos Internos (JHA)             |                                               |                                              |                                              |                                              |                                 | União Europeia (UE)             | União Europeia (UE)       |                             |                             |  |
|                                    |                                                                 |                                 |                                               |                                               | Cooperação Política Europeia (CPE)            | Política Externa e de Segurança Comum (CFSP)  | Política Externa e de Segurança Comum (CFSP) | Política Externa e de Segurança Comum (CFSP) | Política Externa e de Segurança Comum (CFSP) |                                 | União Europeia (UE)             | União Europeia (UE)       |                             |                             |  |
| Organismos não consolidados        | Organismos não consolidados                                     | União da Europa Ocidental (UEO) | União da Europa Ocidental (UEO)               | União da Europa Ocidental (UEO)               | União da Europa Ocidental (UEO)               | União da Europa Ocidental (UEO)               | União da Europa Ocidental (UEO)              |                                              |                                              |                                 |                                 | União Europeia (UE)       |                             |                             |  |
| Organismos não consolidados        | Organismos não consolidados                                     | União da Europa Ocidental (UEO) | União da Europa Ocidental (UEO)               | União da Europa Ocidental (UEO)               | União da Europa Ocidental (UEO)               | União da Europa Ocidental (UEO)               | União da Europa Ocidental (UEO)              | Tratado encerrado em 2011                    |                                              |                                 |                                 |                           |                             |                             |  |
|                                    |                                                                 |                                 |                                               |                                               |                                               |                                               |                                              |                                              |                                              |                                 |                                 | v d e                     |                             |                             |  |